# 趙鑄
趙鑄，字子顏，陝西西安府渭南縣人，明朝政治人物、進士出身。
鄉試第六名。洪武四年，會試第十名，登進士三甲，授福州府侯官縣縣丞。